# Tour der australischen Rugby-Union-Nationalmannschaft nach Großbritannien und Irland 1981/82
| Tour der Wallabies nach Großbritannien und Irland 1981/92 | Tour der Wallabies nach Großbritannien und Irland 1981/92 | Tour der Wallabies nach Großbritannien und Irland 1981/92 | Tour der Wallabies nach Großbritannien und Irland 1981/92 | Tour der Wallabies nach Großbritannien und Irland 1981/92 |
| Übersicht                                                 | S                                                         | G                                                         | U                                                         | N                                                         |
| --------------------------------------------------------- | --------------------------------------------------------- | --------------------------------------------------------- | --------------------------------------------------------- | --------------------------------------------------------- |
| Test Matches                                              | 04                                                        | 01                                                        | 0                                                         | 3                                                         |
| Sonstige Spiele                                           | 20                                                        | 16                                                        | 1                                                         | 3                                                         |
| Gesamt                                                    | 24                                                        | 17                                                        | 1                                                         | 6                                                         |
|                                                           |                                                           |                                                           |                                                           |                                                           |
| England                                                   | 01                                                        | 0                                                         | 0                                                         | 1                                                         |
| Irland                                                    | 01                                                        | 01                                                        | 0                                                         | 0                                                         |
| Schottland                                                | 01                                                        | 0                                                         | 0                                                         | 1                                                         |
| Wales                                                     | 01                                                        | 0                                                         | 0                                                         | 1                                                         |

Die Tour der australischen Rugby-Union-Nationalmannschaft nach Großbritannien und Irland 1981/82 umfasste eine Reihe von Freundschaftsspielen der Wallabies, der Nationalmannschaft Australiens in der Sportart Rugby Union. Das Team reiste von Oktober 1981 bis Januar 1982 durch England, Irland, Schottland und Wales. Während dieser Zeit bestritt es 24 Spiele, darunter vier Test Matches gegen die Nationalmannschaften der Home Nations. Die Wallabies verloren drei Test Matches und in den übrigen Spielen gegen regionale Auswahlteams mussten sie drei weitere Niederlagen sowie ein Unentschieden hinnehmen.

## Ereignisse
Tourmanager war Nicholas Shehadie, der 30 Test Matches für Australien gespielt hatte und in den 1950er Jahren Mannschaftskapitän gewesen war. Er war damals Vorsitzender der ew South Wales Rugby Union und Präsident der Australian Rugby Union. Als Trainer während der Tour amtierte Bob Templeton, als Teamkapitän Tony Shaw. Im Test Match gegen England führte Mark Loane die Mannschaft, da Shaw nach dem Schottland-Spiel aus dem Team entfernt wurde. Shaw hatte die Nörgelei des schottischen Spielers Bill Cuthbertson vor den Augen des Schiedsrichters rücksichtslos mit einem Faustschlag erwidert. Der Vorfall bedeutete das Ende von Shaws Karriere als Testkapitän.
Die Tournee wurde von äußerst schlechtem Wetter mit Kälte, Regen und Schnee begleitet. Sie fiel in eine ungewöhnliche Kältewelle, die damals in den Britischen Inseln herrschte. Die an feste, schnelle Spielflächen gewohnten australischen Spieler waren mit dem knöcheltiefen Schlamm zum Teil überfordert. Nach einem Trainingsunfall kehrte der Pfeiler Bruce Malouf mit einem Beinbruch nach Hause zurück, ohne ein Spiel absolviert zu haben. Der altgediente Gedrängehalb John Hipwell verpasste zahlreiche Spiele wegen mehrerer kleinerer Verletzungen.
Die Tournee-Erfahrung sollte sich jedoch für eine Reihe talentierter junger Spieler als äußerst wertvoll erweisen, da sie die Wallabies 1984 zu einem Grand Slam führen sollten. Dazu gehörten Mark Ella, Steve Williams, Simon Poidevin, Andrew Slack, Brendan Moon, Mike Hawker und Roger Gould, die auf der Tour 1981/82 einen Vorgeschmack auf die vor ihnen liegenden großen Erfolge und auf Australiens spätere Entwicklung zu einer Rugbynation von Weltrang gaben.

## Spielplan
- Hintergrundfarbe grün = Sieg
- Hintergrundfarbe gelb = Unentschieden
- Hintergrundfarbe rot = Niederlage

(Test Matches sind grau unterlegt; Ergebnisse aus der Sicht Australiens)
| #  | Datum             | Gegner                        | Ort                 | Stadion                    | Ergebnis |
| -- | ----------------- | ----------------------------- | ------------------- | -------------------------- | -------- |
| 01 | 04. Oktober 1981  | Western Australia             | Perth               |                            | 70:3     |
| 02 | 17. Oktober 1981  | Midlands Division             | Leicester           | Welford Road Stadium       | 10:16    |
| 03 | 21. Oktober 1981  | Oxford University RFC         | Oxford              | Iffley Road                | 19:12    |
| 04 | 24. Oktober 1981  | Northern Division             | Newcastle upon Tyne | County Ground              | 6:6      |
| 05 | 28. Oktober 1981  | Bridgend RFC                  | Bridgend            | Brewery Field              | 9:12     |
| 06 | 31. Oktober 1981  | Wales B                       | Cardiff             | Cardiff Arms Park          | 10:9     |
| 07 | 04. November 1981 | Pontypool RFC                 | Pontypool           | Pontypool Park             | 37:6     |
| 08 | 07. November 1981 | London Division               | London              | Twickenham Stadium         | 25:14    |
| 09 | 11. November 1981 | Devon RFU & Cornwall RFU      | Exeter              | County Ground Stadium      | 49:6     |
| 10 | 14. November 1981 | Ulster Rugby                  | Belfast             | Ravenhill Stadium          | 12:6     |
| 11 | 17. November 1981 | Munster Rugby                 | Cork                | Musgrave Park              | 6:15     |
| 12 | 21. November 1981 | Irland                        | Dublin              | Lansdowne Road             | 16:12    |
| 13 | 25. November 1981 | Leicester Tigers              | Leicester           | Welford Road Stadium       | 18:15    |
| 14 | 28. November 1981 | Swansea RFC                   | Swansea             | St Helen’s                 | 12:3     |
| 15 | 01. Dezember 1981 | Pontypridd RFC                | Pontypridd          | Sardis Road                | 6:3      |
| 16 | 05. Dezember 1981 | Wales                         | Cardiff             | Cardiff Arms Park          | 13:18    |
| 17 | 09. Dezember 1981 | Lancashire County             | Lancaster           | Powder House Lane          | 22:6     |
| 18 | 12. Dezember 1981 | Glasgow District              | Edinburgh           | Murrayfield Stadium        | 31:0     |
| 19 | 15. Dezember 1981 | orth and Midlands             | Aberdeen            | Linksfield Stadium         | 36:6     |
| 20 | 19. Dezember 1981 | Schottland                    | Edinburgh           | Murrayfield Stadium        | 15:24    |
| 21 | 22. Dezember 1981 | South and South-West Division | Gloucester          | Kingsholm Stadium          | 16:3     |
| 22 | 29. Dezember 1981 | Combined Services             | Aldershot           | Aldershot Military Stadium | 33:9     |
| 23 | 02. Januar 1981   | England                       | Dublin              | Lansdowne Road             | 11:15    |
| 24 | 05. Januar 1982   | West Wales                    | Llanelli            | Stradey Park               | 19:3     |
| 25 | 09. Januar 1982   | Barbarians                    | Cardiff             | Cardiff Arms Park          | abgesagt |

## Test Matches
| 21. November 1981 | Irland                | 12 : 16        | Australien                                                   | Lansdowne Road, Dublin Zuschauer: 54.000 Schiedsrichter: Brian Anderson (Schottland) |
| 21. November 1981 | Straftritte: Ward (4) | (3:12) Bericht | Versuche: O’Connor Straftritte: Paul McLean Dropgoals: Gould | Lansdowne Road, Dublin Zuschauer: 54.000 Schiedsrichter: Brian Anderson (Schottland) |

Aufstellungen:
- Irland: John Cantrell, Paul Dean, Willie Duggan, Michael Fitzpatrick, Brendan Foley, David Irwin, Terry Kennedy, Donal Lenihan, Hugo MacNeill, Robert McGrath, John O’Driscoll, Philip Orr, Trevor Ringland, Fergus Slattery , Tony Ward
- Australien: Chris Carberry, Greg Cornelsen, Tony D’Arcy, Roger Gould, Mike Hawker, John Hipwell, Mark Loane, Paul McLean, Peter McLean, John Meadows, Brendan Moon, Michael O’Connor, Simon Poidevin, Tony Shaw , Andrew Slack

| 5. Dezember 1981 | Wales                                                                            | 18 : 13       | Australien                                                              | Cardiff Arms Park, Cardiff Zuschauer: 56.000 Schiedsrichter: John West (Irland) |
| 5. Dezember 1981 | Versuche: Moriarty Erhöhungen: Evans Straftritte: Evans (3) Dropgoals: G. Davies | (6:7) Bericht | Versuche: M. Cox Slack Erhöhungen: Paul McLean Straftritte: Paul McLean | Cardiff Arms Park, Cardiff Zuschauer: 56.000 Schiedsrichter: John West (Irland) |

Aufstellungen:
- Wales: Robert Ackerman, Patrick Daniels, Gareth Davies , Mark Davies, Alun Donovan, Gwyn Evans, Terry Holmes, Richard Moriarty, Alan Phillips, Graham Price, Clive Rees, Jeff Squire, Ian Stephens, Geoffrey Wheel, Gareth Williams
- Australien: Chris Carberry, Greg Cornelsen, Mitchell Cox, Declan Curran, Tony D’Arcy, Roger Gould, Mike Hawker, John Hipwell, Mark Loane, Paul McLean, Peter McLean, Brendan Moon, Simon Poidevin, Tony Shaw , Andrew Slack 
 Auswechselspieler: Phillip Cox, Michael Martin

| 19. Dezember 1981 | Schottland                                                                         | 24 : 15         | Australien                                             | Murrayfield Stadium, Edinburgh Zuschauer: 39.213 Schiedsrichter: Roger Quittenton (England) |
| 19. Dezember 1981 | Versuche: Renwick Erhöhungen: Irvine Straftritte: Irvine (5) Dropgoals: Rutherford | (12:15) Bericht | Versuche: Moon Poidevin Slack Straftritte: Paul McLean | Murrayfield Stadium, Edinburgh Zuschauer: 39.213 Schiedsrichter: Roger Quittenton (England) |

Aufstellungen:
- Schottland: Jim Aitken, Roger Baird, Jim Calder, Bill Cuthbertson, Colin Deans, Andy Irvine , David Johnston, Roy Laidlaw, David Leslie, Iain Milne, Iain Paxton, Jim Renwick, Keith Robertson, John Rutherford, Alan Tomes
- Australien: Chris Carberry, Greg Cornelsen, Mitchell Cox, Phillip Cox, Tony D’Arcy, Mark Ella, Roger Gould, Mark Loane, Paul McLean, Peter McLean, John Meadows, Brendan Moon, Simon Poidevin, Tony Shaw , Andrew Slack

| 2. Januar 1982 | England                                               | 15 : 11       | Australien                                  | Twickenham Stadium, London Zuschauer: 60.000 Schiedsrichter: Sanson (Wales) |
| 2. Januar 1982 | Versuche: Jeavons Erhöhungen: Dodge Straftritte: Rose | (6:3) Bericht | Versuche: Moon (2) Straftritte: Paul McLean | Twickenham Stadium, London Zuschauer: 60.000 Schiedsrichter: Sanson (Wales) |

Aufstellungen:
- England: Bill Beaumont , John Carleton, Maurice Colclough, Huw Davies, Paul Dodge, Robert Hesford, Nick Jeavons, Gary Pearce, Marcus Rose, Mike Slemen, Colin Smart, Steve Smith, Peter Wheeler, Peter Winterbottom, Clive Woodward 
 Auswechselspieler: Nicholas Stringer
- Australien: Chris Carberry, Greg Cornelsen, Tony D’Arcy, Mark Ella, Mike Hawker, John Hipwell, Mark Loane , Paul McLean, Peter McLean, John Meadows, Brendan Moon, Michael O’Connor, Simon Poidevin, Andrew Slack, Steve Williams